# Pelotão (ciclismo)

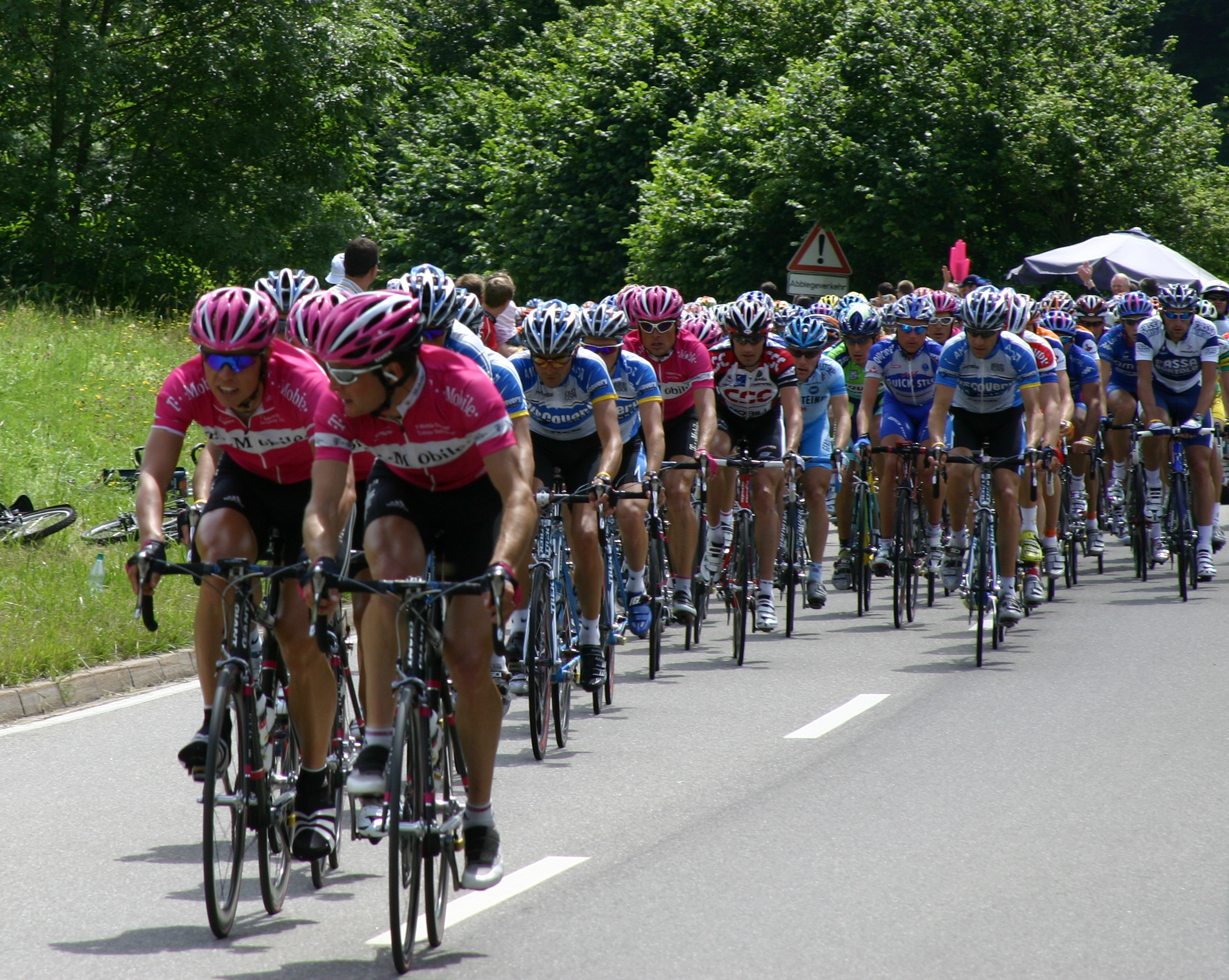
Pelotão no Tour de France de 2005.

Pelotão, no ciclismo de estrada, é o grupo principal de corredores que se desloca em conjunto com a finalidade de reduzir o desgaste de competir solitariamente, evitando assim a exposição à resistência do ar. A redução do arrasto é dramática; andando no meio de um grupo bem desenvolvido, o arrasto pode ser reduzido para apenas 5% a 10%. A exploração dessa economia potencial de energia leva a interacções cooperativas e competitivas muito complexas entre ciclistas e equipas em tácticas de corrida. O termo também é usado para se referir à comunidade de ciclistas profissionais em geral, como no 'pelotão profissional'.

## Definição
O pelotão viaja como uma unidade integrada (semelhante em alguns aspectos aos pássaros que voam em formação), com cada ciclista fazendo pequenos ajustes em resposta aos ciclistas adjacentes (particularmente o ciclista à sua frente). Os ciclistas da frente estão totalmente expostos à resistência ao vento, portanto, experimentam cargas de fadiga muito mais altas. Após um período de tempo na frente, eles manobram mais para trás no pelotão para se recuperarem. Com espaço suficiente para manobrar, o pelotão aparece no lapso de tempo como uma nuvem fluida, com um fluxo interminável de ciclistas empurrando da parte de trás até ao topo e depois caindo.
A forma ou formação do pelotão muda de acordo com muitos factores. Quando dois ou mais grupos de ciclistas têm motivos para contestar o controle do pelotão, várias linhas podem se formar, cada uma buscando impor fadiga debilitante às outras equipas. A fadiga é um factor decisivo no resultado de todas as corridas.
Um forte vento de frente ou um grande esforço tende a espalhar ou amarrar os ciclistas numa formação longa e estreita, às vezes em fila única. Um ritmo lento ou um vento de cauda rápido alivia muito a penalização por fadiga ao andar numa formação que enche a estrada de um lado para o outro e, nessas situações, os ciclistas andam lado a lado.
Enquanto os ciclistas na frente enfrentam maior resistência ao ar (e também aqueles no lado do vento quando há um vento cruzado significativo), aqueles atrás dos primeiros ciclistas perto da frente desfrutam de vantagens críticas.
Estar perto da frente significa que o ciclista pode ver e reagir aos ataques dos concorrentes e às mudanças de posição com muito menos esforço. Às vezes, lacunas se formam no pelotão, e estar perto da frente reduz o risco de ser apanhado no grupo traseiro, se ocorrer uma ruptura no pelotão, por exemplo, após um acidente. Os ciclistas perto da frente têm muito menos probabilidade de sofrer atrasos devido ao envolvimento em acidentes.
Existe um risco crescente de atrasos ou lesões por envolvimento em colisões, à medida que a pessoa cai mais para trás no pelotão. Além disso, os ciclistas são cada vez mais afectados pelo efeito acordeão (também conhecido como elástico / concertina / efeito furtivo), no qual uma mudança na velocidade se amplifica à medida que se propaga para a parte de trás do pelotão. Os ciclistas que se seguem devem antecipar e travar cedo para evitar colisões quando o pelotão diminuir. Tocar nas rodas por um instante normalmente resulta num acidente, que se espalha pelo campo em reacção em cadeia, pois os ciclistas densamente compactados não podem evitar bater em motociclistas e motos abatidos. Todo o pelotão atrás do acidente pode ser interrompido.
Estar perto da frente também é crítico em fortes condições de vento cruzado. Os ventos cruzados criam uma penalidade de fadiga significativa para todos, a menos que os ciclistas formem grupos em movimento chamados abanicos nos quais os ciclistas colaboram para formar uma 'paceline' num padrão de pista de corrida inclinado pela estrada, com o ciclista líder no lado a favor do vento. Os ciclistas de uma paceline, como um abanico, mudam sequencialmente as posições em intervalos curtos, de modo que ninguém lidere por muito tempo e acumule fadiga excessiva ao enfrentar a máxima resistência ao vento na borda de ataque. Os abanicos são necessariamente limitados em tamanho pela largura da estrada.
Quando um pelotão grande é exposto a um vento cruzado significativo numa estrada estreita, o pelotão não pode evitar entrar em vários pequenos abanicos. As equipes conscientes das condições de vento à frente, fortes o suficiente para se mover para a frente, bem experientes em andar de escalão, podem obter uma importante vantagem de tempo nessas circunstâncias e criarem o seu abanico para provocar cortes no pelotão e gerar atrasos aos adversários.
É essencial que os ciclistas em disputa pela vitória numa corrida permaneçam perto da frente do pelotão (mas não exactamente na frente), especialmente quando se aproximam de curvas acentuadas que exigem travagem. Retomar o ritmo após uma curva acentuada (especialmente con vento) causa rotineiramente a divisão do pelotão. Quando ocorre uma divisão, se a vontade e a força colectiva daqueles sabiamente colocados na frente forem maiores do que os atrás, a diferença entre os grupos permanecerá (ou aumentará) até ao final da corrida, porque a resistência extra do ar por um único o ciclista que tenta avançar para alcançar o grupo da frente impõe uma penalidade de fadiga extravagante, em comparação com aqueles que permaneceram protegidos aerodinamicamente no pelotão. Isto é particularmente verdade em alta velocidade em estradas planas.
Quando uma equipa manobra para a frente do pelotão, ela se posiciona para ditar o andamento da corrida. As equipas de ciclistas podem preferir um ritmo mais rápido ou mais lento, dependendo das tácticas da equipe.
Estar próximo ou na frente do pelotão é fundamental quando se inicia uma fuga.
Alguns ciclistas fortes sempre tentam se afastar do pelotão principal, tentando construir uma liderança tão forte no início da corrida que o pelotão não pode alcançar antes do final. As fugas podem ter sucesso quando os ciclistas da fuga são fortes, especialmente se nenhum dos ciclistas na fuga for um homem perigoso (na disputa por uma vitória na classificação geral), e se todos eles se unirem em equipa. O (s) ciclista (s) que estão na liderança e também se separaram com sucesso do pelotão são chamados de Tête de la Course (uma expressão francesa que significa “cabeça da corrida”). O pelotão não permitirá que uma fuga com um homem perigoso vá muito à frente. Equipas fortes que querem colocar seu sprinter em disputa pela vitória chegam à frente do pelotão e ditam um ritmo severo, impondo fadiga aos rivais, enquanto isso, os ciclistas em fuga (que individualmente devem passar muito mais tempo expostos ao vento do que os membros do pelotão) sucumbem sequencialmente à fadiga e são normalmente apanhados pelo pelotão. Caso contrário, as fugas bem-sucedidas geralmente caem em desordem pouco antes do final, onde os cálculos dos ciclistas sobre as hipóteses pessoais de vitória destroem a desconfortável aliança de circunstância, enquanto o pelotão está alcançando rapidamente.
Factores táticos também se aplicam. As táticas de equipa geralmente envolvem agrupar seus membros dentro do pelotão para maximizar sua capacidade de afectar o pelotão. Por exemplo, se um membro da equipa estiver actualmente num grupo em fuga em frente ao pelotão principal, os demais membros da equipa normalmente não farão nenhuma tentativa de acelerar o pelotão, para maximizar as hipóteses de sucesso do colega do grupo em fuga. Raramente, eles podem se mover para a frente do pelotão e procurar activamente verificar o progresso do pelotão num momento crítico. Essa tática tem a melhor chance de sucesso em estradas estreitas, com curvas fechadas, onde uma única equipe pode encher a estrada de um lado para o outro.
Rotas montanhosas criam rotineiramente lacunas significativas no pelotão, pois os factores aerodinâmicos são muito menos importantes em velocidades mais lentas de escalada, e o esforço despendido é o principal determinante do progresso. Nessas circunstâncias, ciclistas fortes tentam rotineiramente se afastar do pelotão principal. Rotineiramente, existem 2 ou 3 subgrupos à frente do pelotão principal e 2 ou 3 subgrupos atrás, quando os ciclistas enfrentam limites individuais de resistência à produção máxima de energia em um determinado dia.
Um grupo de ciclistas por trás do pelotão principal é frequentemente chamado de 'grupetto', italiano para 'um pequeno grupo'. Embora tecnicamente todos os subgrupos na estrada possam suportar essa denominação, no uso comum refere-se apenas àqueles na parte traseira do pelotão principal, tipicamente domésticas fatigadas, juntamente com sprinters que se esforçam para sobreviver a etapas montanhosas dentro do limite de tempo, para correr novamente no dia seguinte.
Quando todos os membros de um grupo em fuga foram apanhado pelo pelotão, diz-se que a corrida segue em 'pelotão compacto'.
Os membros da equipa fazem todos os esforços para proteger seu ciclista principal da fadiga causada pelo vento, até ao último momento possível, de modo a dar ao seu ciclista principal a melhor oportunidade de vencer a corrida. Nas corridas de etapa única, o ciclista principal é normalmente o melhor sprinter. Nas corridas que envolvem múltiplos etapas, o ciclista principal é chamado de candidato à CG (Classificação Geral). Aqueles contratados para conduzir o candidato da CG (ou sprinter) até o final são chamados de 'gregários ou Domestique' (da palavra francesa para servos).
Nas corridas em que o trajecto é plano, a poucos quilómetros da meta, equipas fortes se formam em filas, com seu principal sprinter na traseira. O ciclista principal de cada equipa em disputa avança no ritmo mais alto que pode alcançar, até atingir o limite de resistência, quando se afasta para o lado, permitindo que o membro da equipa a seguir na fila avance e efectue o mesmo trabalho até o limite das suas forças.
O sprinter da equipa permanece na parte traseira para minimizar o cansaço devido à resistência do ar até às últimas centenas de metros, quando o sprinter escolhe o momento de sair de trás do ciclista principal para carregar até o final na velocidade mais alta possível.
Nas corridas montanhosas, o vencedor costuma chegar apenas no final, porque apenas o vencedor estava disposto e capaz de suportar esse grau de esforço e sofrimento.